# Codonopsis bulleyana
Codonopsis bulleyana là loài thực vật có hoa trong họ Hoa chuông. Loài này được Forrest ex Diels mô tả khoa học đầu tiên năm 1912.